# رافاييل فيراندو
رافاييل فيراندو (بالإسبانية: Rafael Ferrando)‏ هو عالم فلك إسباني، ولد في 1966.